# حیات وحش عربستان سعودی
عربستان سعودی خانه طیف متنوعی از گونه‌های حیات وحش هم در خشکی و هم در دریا است. برخی از موارد قابل توجه عبارتند از:

## جانوران
۱. تیزشاخ عربی - بز کوهی بزرگ با شاخ‌های بلند و نوک تیز، که در مناطق خشک عربستان سعودی یافت می‌شود. زمانی در آستانه انقراض بود اما اکنون با موفقیت دوباره در طبیعت معرفی شده‌است.

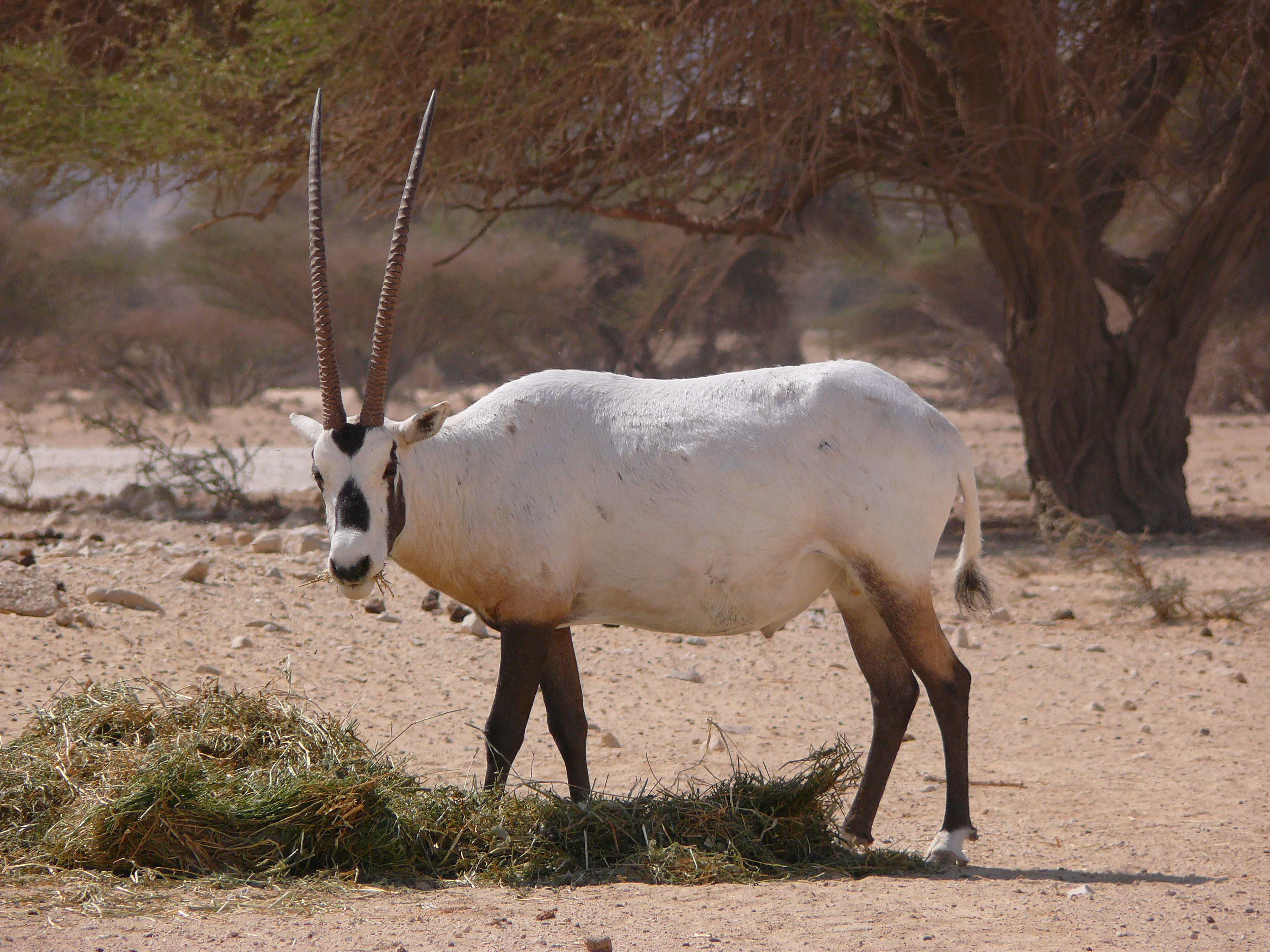
تیزشاخ عربی

1. آهوی ایرانی - آهوی کوچک و زیرک که در مناطق بیابانی عربستان سعودی یافت می‌شود.
2. کاراکال - یک گربه وحشی با جثه متوسط با گوش‌های پرزدار مشخص که در مناطق صخره ای و کوه‌های عربستان سعودی یافت می‌شود.
3. کفتارها -  کفتارهای راه راه در برخی مناطق عربستان سعودی یافت می‌شوند.
4. پلنگ عربی - یک زیرگونه از پلنگ در معرض خطر انقراض است که در مناطق دورافتاده و کوهستانی عربستان سعودی یافت می‌شود.
5. روباه قرمز عربی - یک گوشتخوار کوچک و سازگار که در زیستگاه‌های مختلف از جمله بیابان‌ها، کوه‌ها و مناطق ساحلی یافت می‌شود.
6. لاک پشت پوزه عقابی - یک خزنده دریایی در حال انقراض که در سواحل سواحل دریای سرخ عربستان سعودی لانه می‌سازد.
7. کوسه نهنگ - بزرگ‌ترین ماهی در جهان، آنها را می‌توان در دریای سرخ و آب‌های خلیج فارس مشاهده کرد.
8. اسب دریایی عرب - گونه کمیاب و دست نیافتنی اسب دریایی که در آب‌های کم عمق خلیج فارس زندگی می‌کند.
9. مارمولک خاردم - یک گونه منحصر به فرد مارمولک که با زندگی در بیابان‌های خشک و صخره ای عربستان سعودی سازگار شده‌است.

کهور ایرانی

۱۱. بابون مقدس - یک نوع میمون دم‌کوتاه از خانوادهٔ میمون بر قدیم است.

## گیاهان
1. نخل خرما - اینها رایج‌ترین نوع درخت در عربستان سعودی هستند و به‌طور گسترده برای تولید میوه خرما استفاده می‌شوند.
2. درختان اقاقیا - این درختان بومی شبه جزیره عربستان هستند و در مناطق بیابانی یافت می‌شوند. درخت اقاقیا به خاطر خارهای بلند و گل‌های زردش معروف است.
3. درختان پروسوپیس (کهور ایرانی)- این درختان بلند هستند و دارای تاج انبوهی از برگ هستند. آنها معمولاً در بیابان یافت می‌شوند و غلاف‌هایی تولید می‌کنند که می‌توان از آنها به عنوان خوراک حیوانات استفاده کرد.
4. درختان زیتون وحشی - این درختان به خاطر برگ‌های کوچک و گل‌های سفیدشان شناخته می‌شوند. آنها زیتون‌های کوچکی تولید می‌کنند که برای ترشی استفاده می‌شود.
5. رز صحرا - این گیاه در مناطق خشک و خشک رشد می‌کند و گل‌های صورتی زیبا تولید می‌کند.
6. درختان گز - این درختان اغلب در نزدیکی منابع آب یافت می‌شوند. آنها دارای برگهای کوچک هستند و گلهای صورتی یا سفید تولید می‌کنند.
7. آویشن - این یک گیاه رایج است که در عربستان سعودی رشد می‌کند. برای مقاصد آشپزی استفاده می‌شود و همچنین به دلیل خواص دارویی آن شناخته شده‌است.
8. اسطوخودوس - این گیاه بومی عربستان سعودی است و برای رایحه درمانی و عطرسازی استفاده می‌شود.
9. کاکتوس صحرا - این گیاه به خوبی با شرایط سخت کویر سازگار است و سوزن‌های ضخیمی دارد تا از آن در برابر شکارچیان محافظت کند.
10. خشخاش وحشی - اینها گلهای کوچک و ظریفی هستند که در صحرا رشد می‌کنند. آنها گلهای زیبای سفید یا صورتی تولید می‌کنند.